# Караганов, Александр Васильевич
Алекса́ндр Васи́льевич Карага́нов (24 августа [6 сентября] 1915, Мартыново, Новгородская губерния — 18 июня 2007, Москва) — советский и российский кинокритик, киновед и литературовед. Кандидат филологических наук, доктор искусствоведения. Заслуженный деятель искусств РСФСР (1986). Участник Великой Отечественной войны.

## Биография
Александр Караганов родился 24 августа (6 сентября) 1915 года в деревне Мартыново Моденско-Плотичьевской волости Устюженского уезда Новгородской губернии, ныне деревня входит в Сельское поселение Желябовское Устюженского района Вологодской области.
Вскоре семья переехала в город Весьегонск. Здесь он окончил среднюю школу. С 1931 по 1934 год работал корреспондентом районной газеты «Колхозный призыв».
В 1934 году поступил на западное отделение литературного факультета Института истории философии и литературы (ИФЛИ) в Москве, был секретарём бюро ВЛКСМ факультета.
26 апреля 1937 года был арестован его отец Василий Андреевич Караганов, который работал начальником сплава районного лесхоза. На комсомольском собрании литературного факультета ИФЛИ Александр Караганов отказался от отца. 37 человек проголосовали за его исключение из комсомола, 139 были против. В результате ему объявили выговор. 20 сентября его отец был осужден и 23 сентября того же года расстрелян по обвинению в антисоветской агитации.
В 1939 году окончил ИФЛИ. После окончания института преподавал западную литературу сначала в Сталинградском индустриально-педагогическом институте, затем в Московском полиграфическом институте. В сентябре 1941 года призван в ряды РККА. В октябре 1941 года был ранен под Москвой и оказался в госпитале под Звенигородом. В декабре вместе с полиграфическим институтом эвакуирован в Шадринск.
В 1942 году избран секретарём Шадринского горкома ВЛКСМ. В 1943—1944 годах работал секретарём Челябинского обкома ВЛКСМ по пропаганде и агитации.
В январе 1944 года переведен в Москву на должность заместителя председателя Всесоюзного общества культурной связи с заграницей (ВОКС). В 1945—1947 годах был также ответственным редактором журнала «Советская литература» на английском языке. В 1947 году отвечал за организацию поездки по СССР писателя Джона Стейнбека и фотографа Роберта Капы. В книге «Русский дневник», опубликованной в 1948 году, Стейнбек писал о нём:

Господин Караганов, молодой осторожный светловолосый человек, говорил по-английски медленно, тщательно подбирая слова. Сидя за столом, он задал нам множество вопросов. (…) Караганов нам очень понравился тем, что говорил прямо, без обиняков. Позднее мы слышали от наших собеседников много витиеватых речей и общих слов, но только не от Караганова. (…) В общем, он показался нам честным и хорошим человеком.
Постановлением секретариата ЦК ВКП(б) от 14 октября 1947 года освобожден от обязанностей заместителя председателя ВОКС с передачей вопроса о его пребывании в ВКП(б) на рассмотрение Комитета партийного контроля. Основанием для снятия с должности послужило сообщение из МГБ СССР о том, что он скрыл в анкете социальное происхождение отца, а в дневнике, который он вёл в студенческие годы, содержались антисоветские высказывания, в частности осуждалась война с Финляндией. Через полтора месяца Караганов был также снят с должности редактора журнала «Советская литература» на английском языке и исключен из ВКП(б) «как не заслуживающий доверия партии».
С 1949 по 1956 год работал в редакции журнала «Театр», сначала простым сотрудником, затем заведующим отделом драматургии.
В 1952 году в Московском государственном педагогическом институте имени В. И. Ленина защитил диссертацию на соискание учёной степени кандидата филологических наук на тему «Вопросы реализма в трудах Чернышевского и Добролюбова».
В 1956 году попытался восстановить свое членство в КПСС, однако райком партии рекомендовал не восстанавливать, а принять его заново. В том же году был реабилитирован его отец.
Член Союза писателей СССР с 1956 года, член Союза кинематографистов СССР с 1959 года.
С 1956 по 1958 год работал заместителем главного редактора, с 1958 по 1960 год — главным редактором, с 1960 по 1964 год — директором издательства «Искусство».
С 1960 года читал курс лекций «Современное советское киноискусство» на Высших курсах сценаристов и режиссёров. С 1964 по 1983 год преподавал в Академии общественных наук при ЦК КПСС.
С 1964 года был заместителем председателя оргкомитета Союза работников кинематографии СССР, с 1965 по 1986 год — секретарём правления Союза кинематографистов СССР.
В 1968 году в Академии общественных наук при ЦК КПСС защитил диссертацию на соискание учёной степени доктора искусствоведения на тему «Творчество Афиногенова и проблемы развития советской драматургии и театра». В 1970 году ему было присвоено учёное звание профессора.
С 1987 года работал в Научно-исследовательском институте киноискусства.
С 1945 года выступал в печати по вопросам литературы, театра и кино. Автор 23 книг и более 300 статей. Его последняя книга — «Первое столетие кино. Открытия, уроки, перспективы» — вышла в 2006 году.

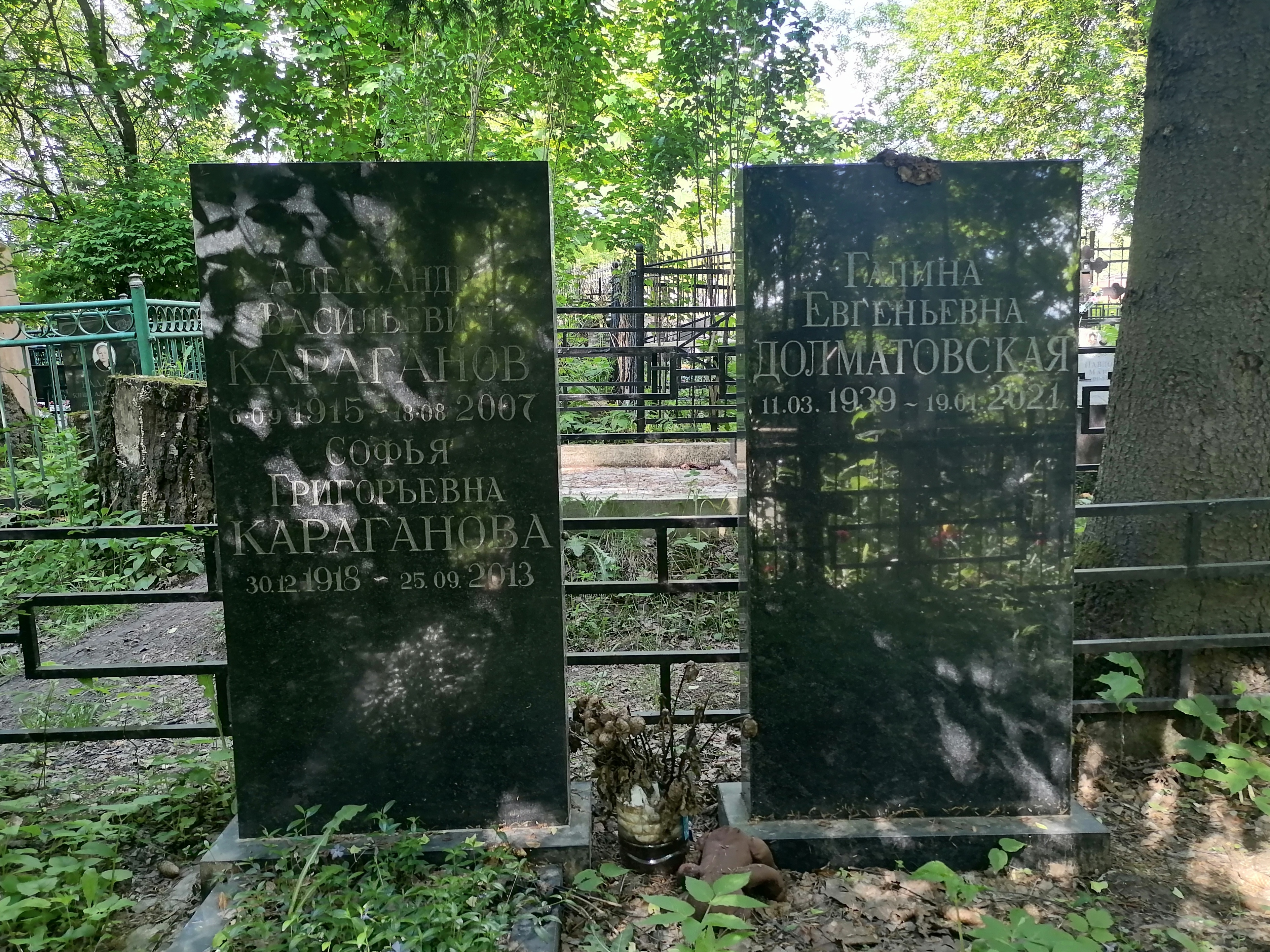
Могила на Переделкинском кладбище

Умер 18 июня 2007 года. Похоронен на Переделкинском кладбище, ныне в Новомосковском административном округе города Москвы.

## Сочинения
- Фашизм — злейший враг человечества, культуры и прогресса [Текст] / А. Караганов. — Сталинград: Обл. кн-во, 1941. — 23 с.
- Комсомольцы и молодежь Челябинской области в Отечественной войне [Текст] / А. Караганов. — Челябинск: Челябгиз, 1943. — 31 с.
- О моральном облике комсомольца [Текст]: [На правах рукописи] / А. Караганов. — Челябинск: Челябин. обком ВЛКСМ, 1943?. — 22 с.
- Vitezna kultura [Текст] / Aleksandr Vasiljevic Karaganov, Aleksandr Michajlovic Jegolin. — Praha: Mlada fronta, 1945. — 62 с.
- Вопросы реализма в трудах Чернышевского и Добролюбова [Текст]: Автореферат дис. на соискание учен. степ. канд. филол. наук / Моск. гос. пед. ин-т им. В. И. Ленина. — Москва: [б. и.], 1952. — 15 с.
- Чернышевский и Добролюбов о реализме [Текст]. — Москва: Сов. писатель, 1955. — 311 с.
- Александр Афиногенов [Текст]: Критико-биогр. очерк. — Москва: Сов. писатель, 1957. — 195 с.
- Характеры и обстоятельства [Текст]: Сборник статей. — Москва: Сов. писатель, 1959. — 398 с.
- На экране — друг [Текст]. — Москва: [б. и.], 1963. — 34 с.
- Жизнь драматурга [Текст]: Творческий путь А. Афиногенова. — Москва: Сов. писатель, 1964. — 519 с.
- Экранная летопись эпохи [Текст]: О советском докум. кино. — Москва: Знание, 1965. — 47 с.
- Огни Смольного [Текст]: Статьи о фильмах и пьесах. — [Москва]: [Искусство], [1966]. — 367 с.
- Фильмы о Ленине и революции [Текст]. — Москва: Знание, 1966. — 62 с.
- Творчество Афиногенова и проблемы развития советской драматургии и театра: диссертация на соискание ученой степени доктора искусствоведения: 17.00.00. — Москва, 1968. — 552 с.
- Творчество Афиногенова и проблемы развития советской драматургии и театра [Текст]: Автореферат дис. на соискание ученой степени доктора искусствоведения / Акад. обществ. наук при ЦК КПСС. Кафедра литературоведения, искусствоведения и журналистики. — Москва: Мысль, 1968. — 37 с.
- Образ В. И. Ленина в кино [Текст]: Доклад на Науч. сессии на тему «Образ В. И. Ленина в литературе и искусстве» Май 1968 г. — Москва: Знание, 1968. — 37 с.
- Кинематографические встречи [Текст]: Статьи о зарубежном кино. — Москва: Искусство, 1969. — 223 с.
- Рождённое революцией [Текст]: Советское кино вчера и сегодня. — [Вильнюс]: [Пяргале], [1970]. — 143 с.
- Всеволод Пудовкин [Текст]. — Москва: Искусство, 1973. — 323 с.
- Киноискусство в борьбе идей [Текст]. — Москва: Политиздат, 1974. — 181 с.
- В спорах о кинематографе [Текст]. — Москва: Искусство, 1977. — 288 с.
- Кинолетопись революции [Текст] / А. В. Караганов. — Москва: Знание, 1977. — 54 с.
- Советское кино: проблемы и поиски [Текст] / А. В. Караганов. — Москва: Политиздат, 1977. — 215 с.
- На экране — Великий Октябрь [Текст]. — Москва: в/о Союзинформкино, 1979. — [33] с.
- Киноискусство в борьбе идей / А. Караганов. — 2-е изд., дораб. и доп. — М.: Политиздат, 1982. — 239 с.
- Всеволод Пудовкин [Текст] / А. Караганов. — 2-е изд., перераб. и доп. — Москва: Искусство, 1983. — 273 с.
- На экране — наш современник / А. В. Караганов. — М.: в/о Союзинформкино, 1984. — 46 с.
- Константин Симонов — вблизи и на расстоянии / А. Караганов. — М.: Сов. писатель, 1987. — 281, [2] с.
- Григорий Козинцев: от «Царя Максимилиана» до «Короля Лира» / Александр Караганов; Науч.-исслед. ин-т киноискусства М-ва культуры Российской Федерации. — Москва: Материк, 2003. — 212, [2] с.
- Первое столетие кино: открытия, уроки, перспективы / Александр Караганов; Федеральное агентство по культуре и кинематографии, Научно-исследовательский ин-т киноискусства. — Москва: Материк, 2006. — 383, [2] с.

## Награды и звания, премии
- Заслуженный деятель искусств РСФСР, 1986 год
- Орден Отечественной войны II степени, 6 апреля 1985 года[22]
- Орден Трудового Красного Знамени, дважды: 1975 год и ?
- Медаль «За оборону Москвы»
- Медаль «За победу над Германией в Великой Отечественной войне 1941—1945 гг.»
- Юбилейные медали
- Премия Гильдии киноведов и кинокритиков России, 2004 год, «Публицисту, театроведу, кинокритику, автору множества трудов о советской драматургии и об отечественном и мировом кино, одному из создателей Союза кинематографистов СССР и на протяжении двадцати с лишним лет — его мозговому центру»[23].

## Отзывы
Актриса Лилия Толмачёва вспоминала:

«Современнику» и вначале и поздней выпадало много трудных минут… Самим доказывать художественную правоту и гражданскую честность своей работы не так-то легко. В одну из таких минут мы нашли тонкую, умную поддержку критика А. В. Караганова и драматурга А. Д. Салынского. Они взялись за перо, чтобы разъяснить наши позиции, отстоять их правомочность.
Критик Семён Черток писал:

Знающие Караганова вспоминают его по-разному. Одни с ужасом, другие с брезгливостью, третьи — с признательностью: вовремя подсказал, предупредил, помог. Близко знавшая Караганова Р. Орлова так оценивает эти его «благодеяния»: «Правда, и тогда мы считали — помогает не от сердца, а от ума». Подлинные же причины кроются в специфических должностях, которые он занимал и на которых полагалось играть роль покровителя творческих работников.

## Память
11 сентября 2015 года в городе Весьегонске Тверской области в память об Александре Караганове на доме по адресу ул. Степанова, 7, в котором он жил с 1926 по 1934 год, состоялось открытие мемориальной доски.

## Семья
Отец — Василий Андреевич Караганов (1890—23 сентября 1937), начальник сплава райлесхоза, расстрелян за антисоветскую агитацию, реабилитирован в июне 1956 года постановлением Президиума Калининского областного суда. Мать — Маривьяна Васильевна.
Брат Михаил, сёстры Зоя и Антонина.
Был женат на Софье Григорьевне Карагановой, урождённой Мазо (30 декабря 1918 — 25 сентября 2013), состоявшей в первом браке с поэтом Евгением Долматовским.
Сын — Сергей Александрович Караганов (род. 12 сентября 1952), политолог.
Падчерица — Галина Евгеньевна Долматовская (11 марта 1939 — 19 января 2021), киновед, режиссёр, сценарист.